# Hydroporus niger
Hydroporus niger är en skalbaggsart som beskrevs av Thomas Say 1823. Hydroporus niger ingår i släktet Hydroporus och familjen dykare. Inga underarter finns listade i Catalogue of Life.